# Raffaela Fehr
Raffaela Fehr (* 29. Januar 1985 in Bülach) ist eine Schweizer Politikerin (FDP) und Betriebsökonomin. Sie wurde 2019 in den Zürcher Kantonsrat gewählt.

## Ausbildung
Raffaela Fehr schloss im Jahr 2005 die Ausbildung zur Chemielaborantin mit Berufsmatura ab. Im Anschluss studierte sie von 2008 bis 2010 an der ZHAW Betriebsökonomie (Banking und Finance). 2021 bildete sie sich mit dem CAS Gesundheitssysteme- und Politik an der ZHAW weiter.

## Politische Tätigkeit
FDP-Mitglied Fehr stieg 2018 mit der Wahl in die Schulpflege Volketswil in die Politik. 2019 wurde sie im Kanton Zürich in den Kantonsrat gewählt und hat 2023 die Wiederwahl geschafft. Sie präsidiert die Aufsichtskommission Bildung und Gesundheit im Kanton Zürich.
Nach der erfolgreichen Wiederwahl in den Kantonsrat hat die Volketswilerin 2023 einen ersten Wahlkampf für den Nationalrat geführt.
In ihrer Funktion als Kantonsrätin setzt sich Fehr für den Bildungsstandort Zürich ein. Als Mitglied der Schulpflege Volketswil engagiert sie sich für eine bedürfnis- und bedarfsgerechte Tagesschule.

## Privatleben
Raffaela Fehr ist in Bachenbülach, Bezirk Bülach aufgewachsen. Sie lebt seit 2010 in Volketswil und hat zwei Töchter.